# Badminton-Afrikameisterschaft 1994
Die Badminton-Afrikameisterschaft 1994 fand vom 8. bis zum 17. Juli 1994 in Port Elizabeth in Südafrika statt. Es war die siebente Austragung der kontinentalen Titelkämpfe in Afrika.

## Medaillengewinner
| Disziplin    | Gold                                                                                           | Silber                                                                                 | Bronze                                                                                               |
| ------------ | ---------------------------------------------------------------------------------------------- | -------------------------------------------------------------------------------------- | --- |
| Herreneinzel | Édouard Clarisse                                                                               | Johan Kleingeld                                                                        | Danjuma Fatauchi                                                                                     |
| Herreneinzel | Édouard Clarisse                                                                               | Johan Kleingeld                                                                        | Agarawu Tunde                                                                                        |
| Dameneinzel  | Lina Fourie                                                                                    | Martine de Souza                                                                       | Dayo Oyewusi                                                                                         |
| Dameneinzel  | Lina Fourie                                                                                    | Martine de Souza                                                                       | Marie-Josephe Jean-Pierre                                                                            |
| Herrendoppel | Nico Meerholz Alan Phillips                                                                    | Stephan Beeharry Édouard Clarisse                                                      | Lennerd Benade Tyrone Kloppers                                                                       |
| Herrendoppel | Nico Meerholz Alan Phillips                                                                    | Stephan Beeharry Édouard Clarisse                                                      | Danjuma Fatauchi Agarawu Tunde                                                                       |
| Damendoppel  | Lina Fourie Tracey Thompson                                                                    | Marie-Josephe Jean-Pierre Martine de Souza                                             | Obiageli Olorunsola Bisi Tiamiyu                                                                     |
| Damendoppel  | Lina Fourie Tracey Thompson                                                                    | Marie-Josephe Jean-Pierre Martine de Souza                                             | Bianca Kustner Heidi Spinas                                                                          |
| Mixed        | Alan Phillips Augusta Phillips                                                                 | Johan Kleingeld Lina Fourie                                                            | Nico Meerholz Tracey Thompson                                                                        |
| Mixed        | Alan Phillips Augusta Phillips                                                                 | Johan Kleingeld Lina Fourie                                                            | Stephan Beeharry Marie-Josephe Jean-Pierre                                                           |
| Teams        | Südafrika Johan Kleingeld Nico Meerholz Alan Phillips Lina Fourie Tracey Thompson Monique Till | Mauritius Stephan Beeharry Édouard Clarisse Marie-Josephe Jean-Pierre Martine de Souza | Nigeria Danjuma Fatauchi Tamuno Gibson Agarawu Tunde Obiageli Olorunsola Dayo Oyewusi Bisi Tiamiyu   |
| Teams        | Südafrika Johan Kleingeld Nico Meerholz Alan Phillips Lina Fourie Tracey Thompson Monique Till | Mauritius Stephan Beeharry Édouard Clarisse Marie-Josephe Jean-Pierre Martine de Souza | Namibia Lennerd Benade Tyrone Kloppers Leon Koch Eddie Ward Bianca Kustner Ella Scholtz Heidi Spinas |